# Lamaline
Lamaline es un pueblo canadiense situado en la provincia de Terranova y Labrador.

## Superficie
Lamaline tiene una superficie de 79,75 km².

## Demografía
En 2021, tenía 218 habitantes, una densidad poblacional de 2,7 hab./km², y 131 viviendas.